# وره
وره (به لاتین: Wyry) یک روستا در لهستان است که در گمینا وره واقع شده‌است. وره ۶٬۴۰۰ نفر جمعیت دارد.